# Gertrude Perlmann
Pour les articles homonymes, voir Perlman.
Gertrude Erika Perlmann (20 avril 1912 - 9 septembre 1974) est une biochimiste et biologiste structurale américaine née dans l'empire austro-hongrois. Elle est connue pour ses travaux en chimie des protéines, en particulier ses découvertes sur la biologie des phosphoprotéines et la structure et l'action de la pepsine et du pepsinogène.

## Biographie
Perlmann est née le 20 avril 1912 à Liberec (Reichenberg), Empire austro-hongrois dans une famille juive. Elle est la sœur du biochimiste Peter Perlmann, qui, avec Eva Engvall, invente le dosage immuno-enzymatique (ELISA) à l'Université de Stockholm en 1971. Son neveu Thomas Perlmann est professeur au Karolinska Institutet connu pour ses travaux sur la spécification et la maintenance des neurones dopaminergiques dans le cerveau, et qui est également le secrétaire général du comité Nobel de physiologie ou de médecine.
Elle obtient un doctorat en chimie et physique à l'Université allemande de Prague en 1936. Elle fuit l'occupation nazie de la Tchécoslovaquie pour le Danemark en 1936. Elle poursuit sa formation postdoctorale à Copenhague à l'Institut Biologique du Laboratoire Carlsberg avec Fritz Lipmann et K. Linderstrom-Lang jusqu'en 1939,.
Au début de la Seconde Guerre mondiale, elle émigre aux États-Unis. Elle poursuit ses recherches à la Harvard Medical School de 1939 à 1946, puis au Massachusetts General Hospital de Boston, Massachusetts. Elle rejoint le Rockefeller Institute à New York en tant que boursière du Commonwealth Fund en 1946. Elle est membre de la faculté pendant 28 ans, atteignant le rang de professeur. Pendant son séjour à l'Institut Rockefeller, elle collabore avec la célèbre microbiologiste Rebecca Lancefield.
Dans les années 1960, elle reçoit la médaille d'argent de la Société de chimie et la Légion d'honneur par les Français. Elle est l'une des premières femmes membres correspondantes de l'Académie des Sciences. Elle remporte la médaille Garvan-Olin en 1965 de l'American Chemical Society pour "service distingué à la chimie", pour ses recherches sur la structure de la pepsine, une enzyme qui accélère la digestion des aliments. Elle reçoit également l'Ordre du mérite français en 1974.
Elle est décédée d'un cancer à l'hôpital de New York le 9 septembre 1974.

## Publications
- Ong, E. B. & Perlmann, G. E., « The amino-terminal sequence of porcine pepsinogen. », J. Biol. Chem., vol. 243, no 23,‎ 1968, p. 6104–6109 (PMID 4881358, DOI 10.1016/S0021-9258(18)94466-2)
- Ong, E. B. & Perlmann, G. E., « Specific inactivation of pepsin by benzyloxycarbonyl-L-phenylalanyldiazomethane », Nature, vol. 215, no 5109,‎ 1967, p. 1492–1494 (PMID 4861199, DOI 10.1038/2151492b0, Bibcode 1967Natur.215.1492O, S2CID 4151576)
- Blumenfeld, O. O. & Perlmann, G. E., « The amino acid composition of crystalline pepsin. », J. Gen. Physiol., vol. 42, no 3,‎ 1959, p. 553–561 (PMID 13620885, PMCID 2194931, DOI 10.1085/jgp.42.3.553)
- Perlmann, G. E., « Phosphorus linkages in alpha-casein. », Nature, vol. 174, no 4423,‎ 1954, p. 273–274 (PMID 13185289, DOI 10.1038/174273a0, Bibcode 1954Natur.174..273P, S2CID 4185268)
- Perlmann, G. E., « Formation of enzymatically active, dialysable fragments during autodigestion of pepsin. », Nature, vol. 173, no 4400,‎ 1954, p. 406 (PMID 13144771, DOI 10.1038/173406a0, Bibcode 1954Natur.173..406P)
- Perlmann, G. E., « Electrophoretic behavior of modified ovalbumins. », Nature, vol. 161, no 4097,‎ 1948, p. 720–721 (PMID 18938845, DOI 10.1038/161720b0, Bibcode 1948Natur.161..720P, S2CID 24606108)